# دیگو لئون
دیگو لئون (انگلیسی: Diego León؛ زادهٔ ۱۶ ژانویهٔ ۱۹۸۴) بازیکن فوتبال اهل اسپانیا است.
از باشگاه‌هایی که در آن بازی کرده‌است می‌توان به باشگاه فوتبال گراس‌هاپر زوریخ، باشگاه فوتبال آرمینیا بیله‌فلد، باشگاه فوتبال رئال مادرید، باشگاه فوتبال بارنزلی، باشگاه فوتبال هایدوک اسپلیت، باشگاه فوتبال نئا سالامیس فاماگوستا، باشگاه فوتبال رئال مادرید کاستیا، و باشگاه فوتبال لاس پالماس اشاره کرد.
وی همچنین در تیم‌های ملی فوتبال زیر ۱۶ سال اسپانیا و زیر ۱۷ سال اسپانیا بازی کرده‌است.